# Coppa Italia 2021-2022 (calcio a 5 femminile)
La Coppa Italia 2021-2022 è stata la 21ª edizione assoluta della manifestazione. La partecipazione alla competizione era riservata alle prime 8 formazioni al termine del girone d'andata. La Final Eight si svolgerà tra il 7 e il 10 aprile presso il PalaDolmen di Bisceglie.

## Formula
Il torneo è stato disputato dalle prime 8 formazioni al termine del girone d'andata di Serie A, le quali hanno disputato una Final Eight, presso il PalaDolmen di Bisceglie.

### Regolamento
Le gare si sono svolte con formula a eliminazione diretta. In caso di parità al termine dei tempi regolamentari nelle sfide dei quarti e delle semifinali si sono svolti direttamente i tiri di rigore, mentre nella finale si sono prima svolti due tempi supplementari.

## Squadre qualificate
Erano iscritte d'ufficio le società classificatesi ai primi otto posti del girone di andata del campionato nazionale di Serie A. Il detentore del trofeo era il Falconara.

### Sorteggio
Il sorteggio si è tenuto il 5 marzo 2022 circa alle 12, durante l'intervallo di Kick Off-Real Statte. Le squadre sono state divise in 4 urne: nel primo turno le squadre dell'urna A incontreranno quelle dell'urna D e quelle dell'urna B si sfideranno con quelle dell'urna C.
| Partecipanti |           |        |               |        |                      |        |             |
| Urna A       | Urna A    | Urna B | Urna B        | Urna C | Urna C               | Urna D | Urna D      |
| 1            | Falconara | 3      | Bitonto       | 5      | Lazio                | 7      | Real Statte |
| 2            | Pescara   | 4      | Rovigo Orange | 6      | Tikitaka Francavilla | 8      | Bisceglie   |

## Tabellone
|  | Quarti di finale | Quarti di finale     | Quarti di finale     |                      |                   | Semifinali        | Semifinali | Semifinali |  |  | Finale | Finale | Finale |  |
|  |                  |                      |                      |                      |                   |                   |            |            |  |  |        |        |        |  |
|  | 2                | Pescara              | 1                    |                      |                   |                   |            |            |  |  |        |        |        |  |
|  | 2                | Pescara              | 1                    |                      |                   |                   |            |            |  |  |        |        |        |  |
|  | 7                | Real Statte          | 2                    |                      |                   |                   |            |            |  |  |        |        |        |  |
|  | 7                | Real Statte          | 2                    |                      | Real Statte (dtr) | Real Statte (dtr) | 3 (10)     |            |  |  |        |        |        |  |
|  |                  |                      |                      |                      | Real Statte (dtr) | Real Statte (dtr) | 3 (10)     |            |  |  |        |        |        |  |
|  |                  |                      | Tikitaka Francavilla | Tikitaka Francavilla | 3 (9)             |                   |            |            |  |  |        |        |        |  |
|  | 3                | Bitonto              | Tikitaka Francavilla | Tikitaka Francavilla | 3 (9)             | 2                 |            |            |  |  |        |        |        |  |
|  | 3                | Bitonto              |                      |                      |                   |                   |            |            |  |  |        |        |        |  |
|  | 6                | Tikitaka Francavilla | 4                    |                      |                   |                   |            |            |  |  |        |        |        |  |
|  | 6                | Tikitaka Francavilla | 4                    |                      | Real Statte       | Real Statte       | 2          |            |  |  |        |        |        |  |
|  |                  |                      |                      |                      |                   |                   |            |            |  |  |        |        |        |  |
|  |                  |                      | Falconara (dts)      | Falconara (dts)      | 3                 |                   |            |            |  |  |        |        |        |  |
|  | 4                | Rovigo Orange        | Falconara (dts)      | Falconara (dts)      | 3                 | 4                 |            |            |  |  |        |        |        |  |
|  | 4                | Rovigo Orange        |                      |                      |                   |                   |            |            |  |  |        |        |        |  |
|  | 5                | Lazio                | 8                    |                      |                   |                   |            |            |  |  |        |        |        |  |
|  | 5                | Lazio                | 8                    |                      | Lazio             | Lazio             | 4          |            |  |  |        |        |        |  |
|  |                  |                      |                      |                      | Lazio             | Lazio             | 4          |            |  |  |        |        |        |  |
|  |                  |                      | Falconara            | Falconara            | 5                 |                   |            |            |  |  |        |        |        |  |
|  | 1                | Falconara (dtr)      | Falconara            | Falconara            | 5                 | 2 (4)             |            |            |  |  |        |        |        |  |
|  | 1                | Falconara (dtr)      |                      |                      |                   |                   |            |            |  |  |        |        |        |  |
|  | 8                | Bisceglie            | 2 (2)                |                      |                   |                   |            |            |  |  |        |        |        |  |

### Risultati

#### Quarti di finale
| Arbitri: | Daniele Intoppa (Roma 2) Antonio Marino (Agropoli) Simone Micciulla (Roma 2) |
| Crono:   | Fabrizio Andolfo (Ercolano)                                                  |

|                  |           |                           |
| Boutimah 36'34'’ | Marcatori | 7'20'’, 38'09'’ Renatinha |

| Arbitri: | Daniel Borgo (Schio) Massimo Tariciotti (Ciampino) Marco Moro (Latina) |
| Crono:   | Paolo De Lorenzo (Brindisi)                                            |

|                               |           |                                         |
| Pernazza 5'50'’ Taina 26'53'’ | Marcatori | 2'19'’, 13'28'’, 23'44'’, 37'55'’ Vanin |

| Arbitri: | Saverio Carone (Bari) Giovanni Losacco (Bari) Walter Suelotto (Bassano del Grappa) |
| Crono:   | Daniele Biondo (Varese)                                                            |

|                                                                    |           | |
| C. Pereira 33'57'’ Mantovani 34'36'’ Troiano 39'09'’ Costa 39'36'’ | Marcatori | 3'42'’ (aut.) C. Pereira 9'48'’ Beita 14'35'’ Bruninha 16'07'’ Grieco 16'19'’, 38'40'’ Neka 17'40'’ Pinheiro 18'09'’ (aut.) Costa |

| Arbitri: | Andrea Saggese (Rovereto) Davide De Ninno (Varese) Nicola Acquafredda (Molfetta) |
| Crono:   | Dario Di Nicola (Pescara)                                                        |

|                                        |                      |                                         |
| Dal'maz 33'31'’ Jimenez 39'36'’ (aut.) | Marcatori            | 26'16'’ Elpidio 28'44'’ (rig.) Giuliano |
| Dal'maz Isa Pereira Fifó Marta         | Tiri di rigore 4 – 2 | Ion Nicoletti Marino Giuliano           |

#### Semifinali
| Arbitri: | Luigi Alessi (Taurianova) Fabio Pozzobon (Treviso) Michele Ronca (Rovigo) |
| Crono:   | Gennaro Cefalà (Lamezia Terme)                                            |

| |                       |                                                                                              |
| Renatinha 8'10'’, 38'08'’ Violi 8'48'’                                                             | Marcatori             | 29'25'’ Vanin 39'39'’ Tampa 39'58'’ Bettioli                                                 |
| Renatinha Belam Pascual Valeria Mansueto Pedroso Amanda Marangione Russo Violi Margarito Linzalone | Tiri di rigore 10 – 9 | Vanin Tampa Verzulli Bertè Bettioli Gerardi Papponetti Sgravo De Siena Cialfi Duda Merlenghi |

| Arbitri: | Dario Di Nicola (Pescara) Andrea Colombo (Modena) Lorenzo Di Guilmi (Vasto) |
| Crono:   | Fabio Maria Malandra (Avezzano)                                             |

|                                                |           |                                                             |
| Marchese 2'41'’, 4'14'’ Grieco 6'41'’, 28'07'’ | Marcatori | 7'04'’, 24'43'’, 34'20'’ Fifó 14'15'’ Luciani 39'59'’ Marta |

#### Finale
| Arbitri: | Chiara Perona (Biella) Martina Piccolo (Padova) Simone Zanfino (Agropoli) |
| Crono:   | Elena Lunardi (Padova)                                                    |

| |            | |
| Belam 19'27'’ Amanda 26'08'’ | Marcatori  | 0'38'’, 49'53'’ Dal'maz 8'17'’ Silva |
| · Valentina Margarito 1 · 12'26'’ Marcella Violi 17 · 12'03'’ Marina Belam 12 · Nicoletta Mansueto 22 · 15'35'’ Renatinha 99 · Roberta Linzalone 69 · Matilde Russo 2 · Amanda De Souza 5 · Corin Pascual 7 · 5'35'’ Valeria Schmidt 8 · Floriana Marangione 10 · Raquel Pedroso 20 | Formazioni | · 1 Angelica Dibiase · 4 Taty · 7 Marta Penalver Ramon · 10 Sofia Luciani · 99 Rafaela Dal'maz · 66 Anthea Polloni · 2 Giorgia Pandolfi · 5 Silvia Praticò · 6 Alice Sabbatini · 8 Janice Silva 28'44'’ · 16 Isabel De Outerio Pereira · 21 Erika Ferrara |
| Antonio Marzella | Allenatori | Massimiliano Neri |

## Classifica marcatori
| Gol |  |  | Giocatore        | Squadra              |
| --- |  |  | ---------------- | -------------------- |
| 5   |  |  | Debora Vanin     | Tikitaka Francavilla |
| 4   |  |  | Renatinha        | Real Statte          |
| 3   |  |  | Alessia Grieco   | Lazio                |
| 3   |  |  | Rafaela Dal'maz  | Falconara            |
| 3   |  |  | Fifó             | Falconara            |
| 2   |  |  | Neka             | Lazio                |
| 2   |  |  | Sabrina Marchese | Lazio                |

| Gol |  |  | Giocatore                  | Squadra              |
| --- |  |  | -------------------------- | -------------------- |
| 1   |  |  | Sara Boutimah              | Pescara              |
| 1   |  |  | Chiara Pernazza            | Bitonto              |
| 1   |  |  | Taina Dos Santos           | Bitonto              |
| 1   |  |  | Beita Fernandez De La Vega | Lazio                |
| 1   |  |  | Bruna Marcon               | Lazio                |
| 1   |  |  | Catarina Pinheiro          | Lazio                |
| 1   |  |  | Cintia Pereira             | Rovigo Orange        |
| 1   |  |  | Emma Mantovani             | Rovigo Orange        |
| 1   |  |  | Jessica Troiano            | Rovigo Orange        |
| 1   |  |  | Anna Elisa Costa           | Rovigo Orange        |
| 1   |  |  | Aline Elpidio              | Bisceglie            |
| 1   |  |  | Roberta Giuliano           | Bisceglie            |
| 1   |  |  | Marcella Violi             | Real Statte          |
| 1   |  |  | Tampa                      | Tikitaka Francavilla |
| 1   |  |  | Brenda de Souza Bettioli   | Tikitaka Francavilla |
| 1   |  |  | Sofia Luciani              | Falconara            |
| 1   |  |  | Marta Penalver Ramon       | Falconara            |
| 1   |  |  | Janice Silva               | Falconara            |
| 1   |  |  | Marina Belam               | Real Statte          |
| 1   |  |  | Amanda De Souza            | Real Statte          |